# Verbascum edessanum
Verbascum edessanum är en flenörtsväxtart som beskrevs av Hub.-mor. och K. H. Rechinger. Verbascum edessanum ingår i släktet kungsljus, och familjen flenörtsväxter. Inga underarter finns listade i Catalogue of Life.